# Marek Petraszek
Marek Petraszek (ur. 15 stycznia 1981) – polski szpadzista, indywidualny mistrz Polski (2001), srebrny medalista mistrzostw Europy w 2002 w turnieju drużynowym.

## Kariera sportowa
Był zawodnikiem Piasta Gliwice. Jego największymi sukcesami w karierze był srebrny medal mistrzostw Europy w turnieju drużynowym w 2002 oraz dwa złote medale mistrzostw Polski – indywidualnie i drużynowo w 2001. Ponadto zdobył cztery brązowe medale mistrzostw Polski – jeden indywidualnie (2002) i trzy drużynowo (2000, 2002, 2003). W 2002 reprezentował Polskę na mistrzostwach świata, zajmując 18 m. drużynowo i 56 m. indywidualnie. W 2002 i 2003 startował na mistrzostwach Europy, zajmując odpowiednio miejsca: 2002 – 2 m. drużynowo i 31 m. indywidualnie, 2003 – 9 m. drużynowo i 28 m. indywidualnie.
Ponadto był drużynowym młodzieżowym wicemistrzem świata (2001) i drużynowym młodzieżowym wicemistrzem Europy (2002)